# Regering-Eyschen
De Regering-Eyschen was van 22 september 1888 tot 12 oktober 1915 aan de macht in het Groothertogdom Luxemburg.

## Samenstelling
| Persoon                                         | ambt |                                                 |                                                 |                                                 |                                                 |                                                 |                                                 |                                                 |
| Eyschen I (22 september 1888 - 26 oktober 1892) | Eyschen I (22 september 1888 - 26 oktober 1892)                                                                           | Eyschen I (22 september 1888 - 26 oktober 1892) | Eyschen I (22 september 1888 - 26 oktober 1892) | Eyschen I (22 september 1888 - 26 oktober 1892) | Eyschen I (22 september 1888 - 26 oktober 1892) | Eyschen I (22 september 1888 - 26 oktober 1892) | Eyschen I (22 september 1888 - 26 oktober 1892) | Eyschen I (22 september 1888 - 26 oktober 1892) |
| ----------------------------------------------- | --- | ----------------------------------------------- | ----------------------------------------------- | ----------------------------------------------- | ----------------------------------------------- | ----------------------------------------------- | ----------------------------------------------- | ----------------------------------------------- |
| Paul Eyschen                                    | President van de Regering en directeur-generaal van Buitenlandse Zaken                                                    |                                                 |                                                 |                                                 |                                                 |                                                 |                                                 |                                                 |
| Henri Kirpach                                   | directeur-generaal van Binnenlandse Zaken                                                                                 |                                                 |                                                 |                                                 |                                                 |                                                 |                                                 |                                                 |
| Mathias Mongenast                               | directeur-generaal van Financiën                                                                                          |                                                 |                                                 |                                                 |                                                 |                                                 |                                                 |                                                 |
| Victor Thorn                                    | directeur-generaal van Openbare Werken                                                                                    |                                                 |                                                 |                                                 |                                                 |                                                 |                                                 |                                                 |
| Eyschen II (26 oktober 1892 - 23 juni 1896)     | |                                                 |                                                 |                                                 |                                                 |                                                 |                                                 |                                                 |
| Paul Eyschen                                    | President van de Regering, directeur-generaal van Buitenlandse Zaken en ad interim directeur-generaal van Openbare Werken |                                                 |                                                 |                                                 |                                                 |                                                 |                                                 |                                                 |
| Henri Kirpach                                   | directeur-generaal van Binnenlandse Zaken                                                                                 |                                                 |                                                 |                                                 |                                                 |                                                 |                                                 |                                                 |
| Mathias Mongenast                               | directeur-generaal van Financiën                                                                                          |                                                 |                                                 |                                                 |                                                 |                                                 |                                                 |                                                 |
| Eyschen III (23 juni 1896 - 25 oktober 1905)    | |                                                 |                                                 |                                                 |                                                 |                                                 |                                                 |                                                 |
| Paul Eyschen                                    | President van de Regering en directeur-generaal van Buitenlandse Zaken                                                    |                                                 |                                                 |                                                 |                                                 |                                                 |                                                 |                                                 |
| Henri Kirpach                                   | directeur-generaal van Binnenlandse Zaken                                                                                 |                                                 |                                                 |                                                 |                                                 |                                                 |                                                 |                                                 |
| Mathias Mongenast                               | directeur-generaal van Financiën                                                                                          |                                                 |                                                 |                                                 |                                                 |                                                 |                                                 |                                                 |
| Charles Rischard                                | directeur-generaal van Openbare Werken                                                                                    |                                                 |                                                 |                                                 |                                                 |                                                 |                                                 |                                                 |
| Eyschen IV (25 oktober 1905 - 9 januari 1910)   | |                                                 |                                                 |                                                 |                                                 |                                                 |                                                 |                                                 |
| Paul Eyschen                                    | President van de Regering en directeur-generaal van Buitenlandse Zaken                                                    |                                                 |                                                 |                                                 |                                                 |                                                 |                                                 |                                                 |
| Henri Kirpach                                   | directeur-generaal van Binnenlandse Zaken                                                                                 |                                                 |                                                 |                                                 |                                                 |                                                 |                                                 |                                                 |
| Mathias Mongenast                               | directeur-generaal van Financiën                                                                                          |                                                 |                                                 |                                                 |                                                 |                                                 |                                                 |                                                 |
| Charles de Waha                                 | directeur-generaal van Openbare Werken                                                                                    |                                                 |                                                 |                                                 |                                                 |                                                 |                                                 |                                                 |
| Eyschen V (9 januari 1910 - 3 maart 1915)       | |                                                 |                                                 |                                                 |                                                 |                                                 |                                                 |                                                 |
| Paul Eyschen                                    | President van de Regering en directeur-generaal van Buitenlandse Zaken                                                    |                                                 |                                                 |                                                 |                                                 |                                                 |                                                 |                                                 |
| Mathias Mongenast                               | directeur-generaal van Financiën                                                                                          |                                                 |                                                 |                                                 |                                                 |                                                 |                                                 |                                                 |
| Charles de Waha                                 | directeur-generaal van Openbare Werken                                                                                    |                                                 |                                                 |                                                 |                                                 |                                                 |                                                 |                                                 |
| Pierre Braun                                    | directeur-generaal van Binnenlandse Zaken                                                                                 |                                                 |                                                 |                                                 |                                                 |                                                 |                                                 |                                                 |
| Eyschen VI (3 maart 1915 - 12 oktober 1915)     | |                                                 |                                                 |                                                 |                                                 |                                                 |                                                 |                                                 |
| Paul Eyschen                                    | President van de Regering en directeur-generaal van Buitenlandse Zaken                                                    |                                                 |                                                 |                                                 |                                                 |                                                 |                                                 |                                                 |
| Mathias Mongenast                               | directeur-generaal van Financiën                                                                                          |                                                 |                                                 |                                                 |                                                 |                                                 |                                                 |                                                 |
| Victor Thorn                                    | directeur-generaal van Justitie en Openbare Werken                                                                        |                                                 |                                                 |                                                 |                                                 |                                                 |                                                 |                                                 |
| Ernest Leclere                                  | directeur-generaal van Binnenlandse Zaken                                                                                 |                                                 |                                                 |                                                 |                                                 |                                                 |                                                 |                                                 |